# Los niños de la estación del Zoo
Christiane F. – Wir Kinder vom Bahnhof Zoo (Los niños de la estación del zoo en español) es un libro alemán publicado en 1978. Escrito por los periodistas Kai Herrmann y Horst Rieck en colaboración con Christiane F., es un relato de la relación de ésta con las drogas y la prostitución durante su adolescencia.

## Argumento
La historia se basa en los relatos de la  adolescente Christiane que, con trece años de edad, se volvió adicta a las drogas.
Hasta los seis años vivió en una pequeña aldea, donde el ambiente era humilde. Pasado algún tiempo, se trasladó con su familia a Berlín. Sin embargo, el cambio resultó un fiasco. El padre de Christiane, después de fracasar al establecer un negocio en la ciudad, empezó a pegar a su mujer y a sus dos hijas; la madre de Christiane se divorció de él y se llevó a Christiane con ella. La hermana de Christiane prefirió vivir con su padre y la amante de éste.
En este ambiente desestructurado, Christiane comenzó a andar con malas compañías, acabando por probar tabaco y alcohol, pasando a continuación a consumir drogas leves, como hachís y LSD. Posteriormente, experimentó con la heroína con su novio, que tenía diecisiete años. Pronto se vuelven dependientes de la heroína, lo que le lleva a la prostitución, cometiendo robos y siendo detenidos. Christiane abandona el hábito temporalmente e intenta llevar una vida normal.
- Datos: Q376235